# Kyllburg

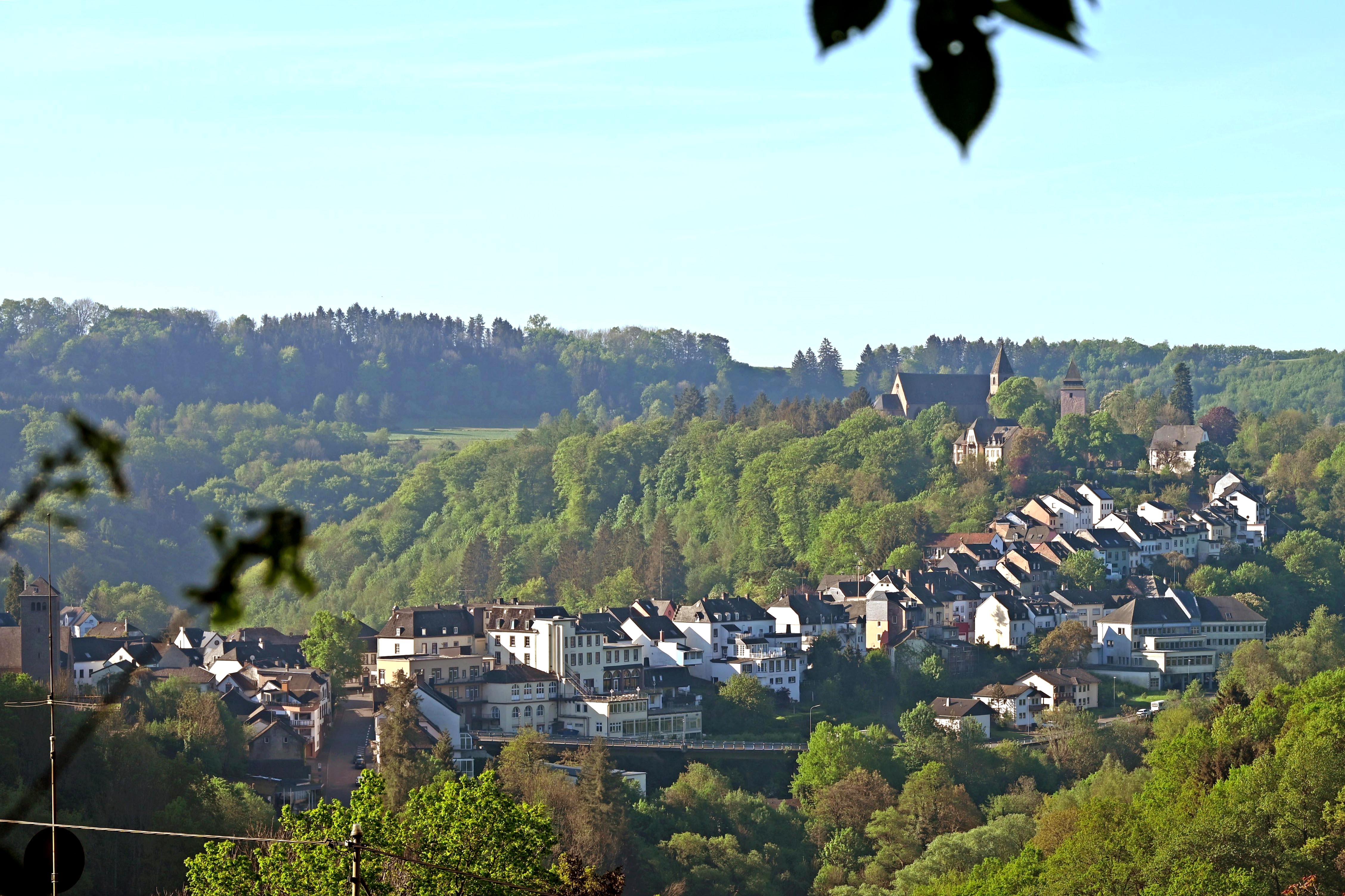
Blick auf Kyllburg von Nordosten

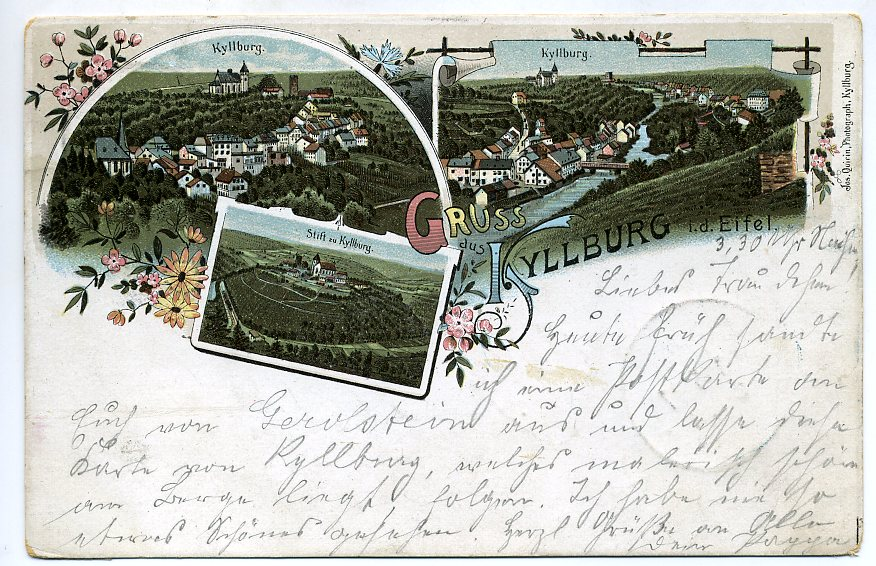
Postkarte aus Kyllburg (1897)

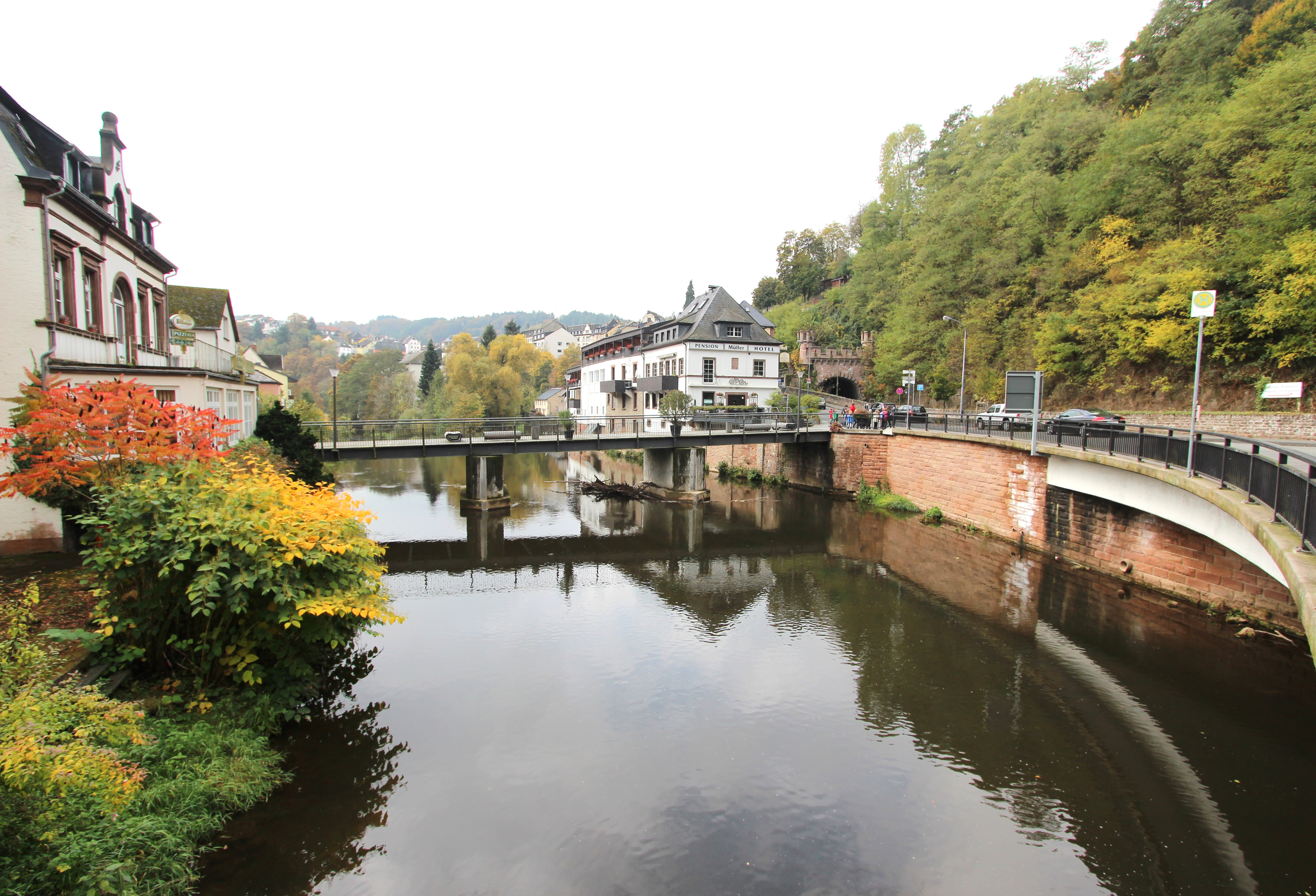
Wassergürtel der Kyll

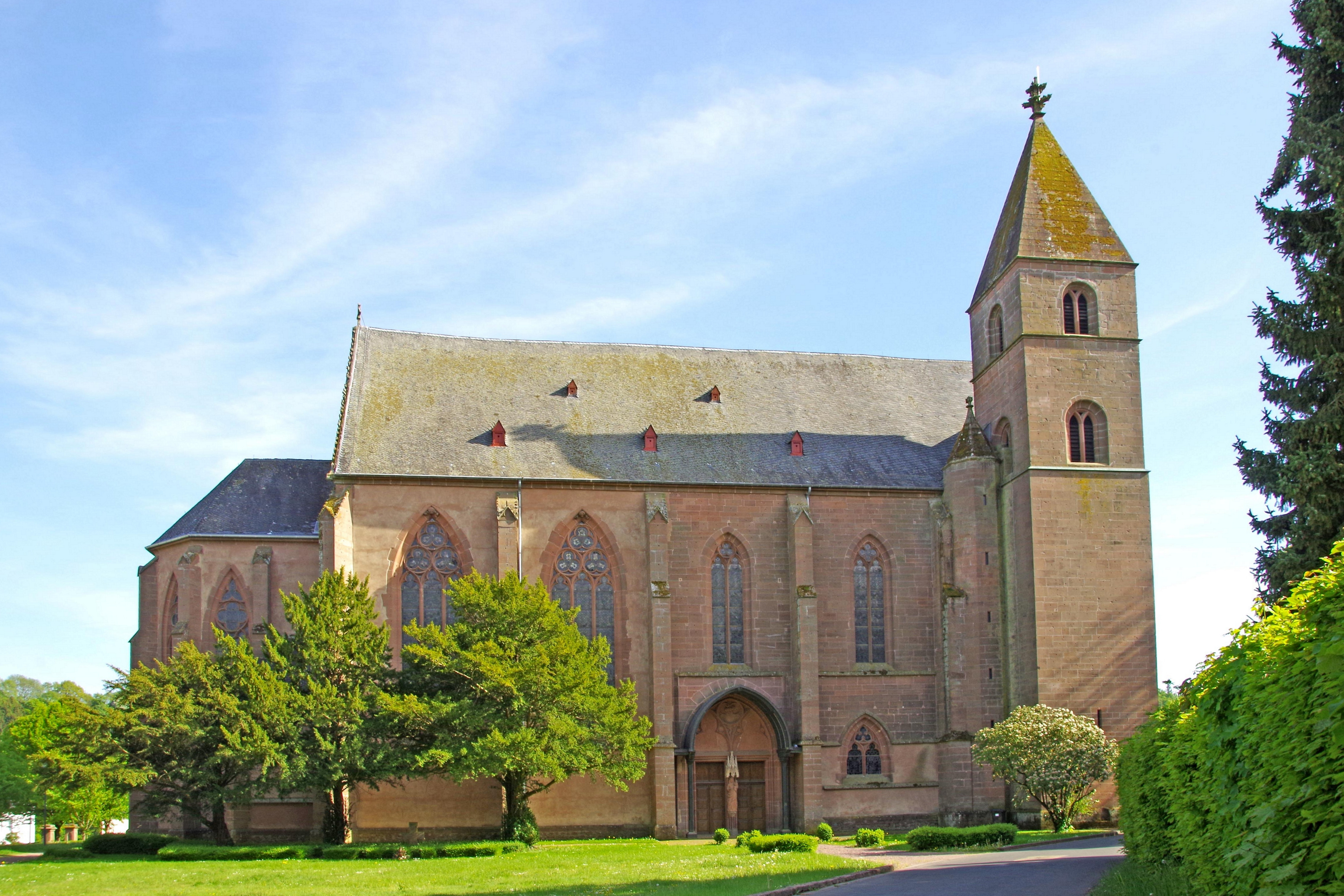
Stiftskirche Kyllburg

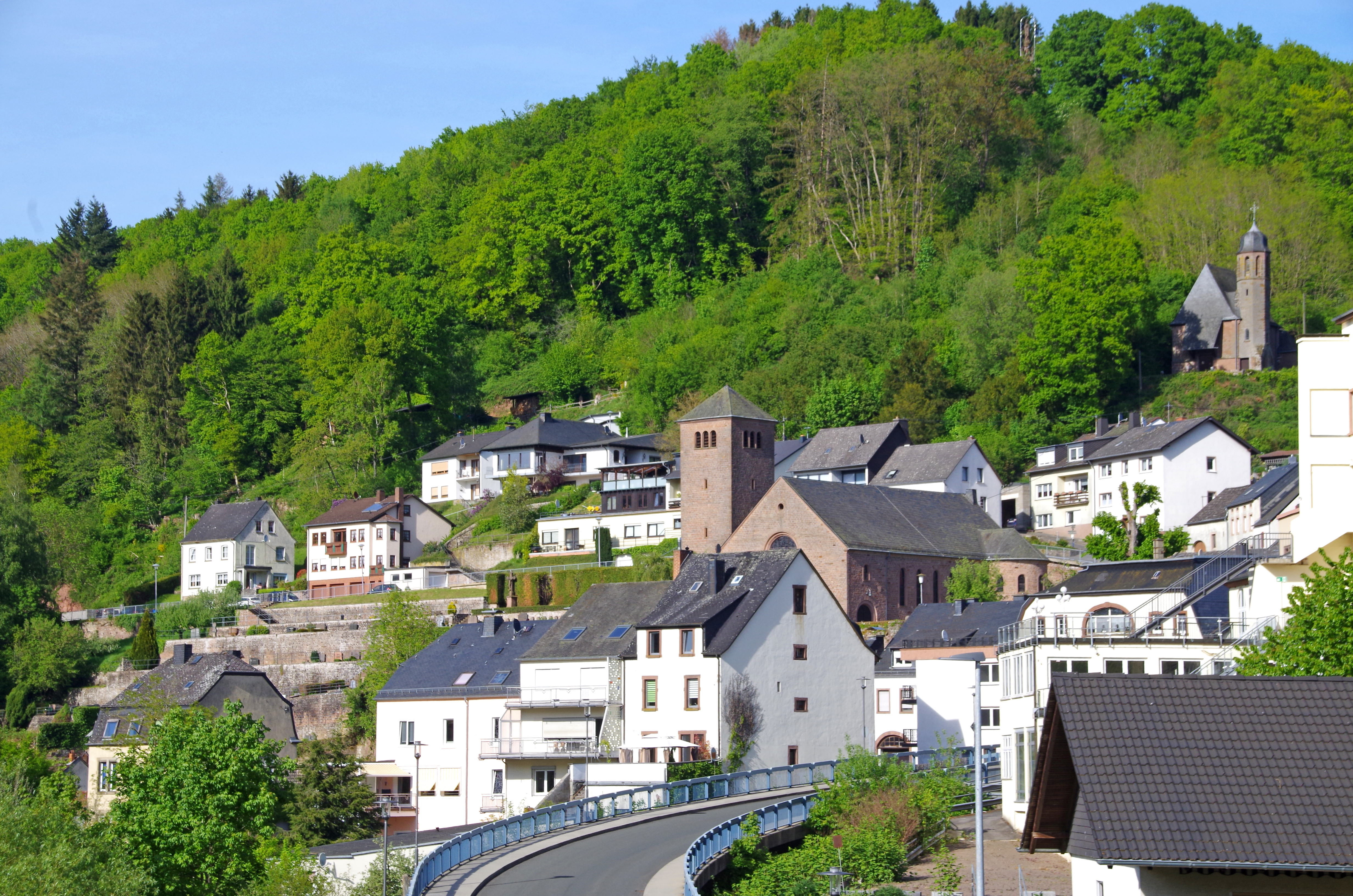
Blick von Südwesten auf St. Maximin und die evangelische Marienkirche

Kyllburg [ˈkɪl-] ist eine Stadt im Eifelkreis Bitburg-Prüm in Rheinland-Pfalz. Sie gehört seit dem 1. Juli 2014 der Verbandsgemeinde Bitburger Land an, bis dahin war sie Sitz der gleichzeitig aufgelösten Verbandsgemeinde Kyllburg.
Die Stadt ist ein staatlich anerkannter Luftkurort und gemäß Landesplanung als Grundzentrum ausgewiesen.

## Geographie
Kyllburg liegt zwischen 275 (Bahnhof) und 375 m ü. NHN (Sportplatz), hat 939 Einwohner und ist somit nach Kaub die zweitkleinste Stadt in Rheinland-Pfalz.
Der Schutz durch Höhenzüge, die die Stadt überragen und der umschließende Wassergürtel der Kyll tragen zu den besonders günstigen klimatischen Verhältnissen bei.

## Geschichte
Es ist von einer frühen Besiedelung der heutigen Gemarkung Kyllburgs auszugehen, was durch den Fund von römischen Grabstätten belegt werden konnte. In einem der Steinbrüche östlich der Stadt entdeckte man 1878 rund 100 römische „Urnen“. Diese waren in Form und Größe recht unterschiedlich und lagen auffallend flach unter der Erde. Als Beigaben wurden Spangen aus Kupfer beobachtet, die, vermutlich aufgrund einer Beschichtung mit Emaille, noch gut erhalten waren.
Urkundlich wird Kyllburg bereits zu Beginn des 9. Jahrhunderts erwähnt. Nach einer Schenkungsurkunde vom 16. Juli 800 schenkten die Eheleute Elmfried und Doda mehrere am Kyllberg gelegenen Ländereien an die Abtei Prüm.
Im Jahre 1239 ließ Erzbischof Theoderich von Trier, um sein Gebiet gegen die Nordgrenze des Trierer Erzbistums und gegen die Dynasten von Malberg zu schützen, als Eck- und Grenzfeste Kurtriers eine größere Burg, die eigentliche Kyllburg, erbauen. Die heute noch zum Teil erhaltene Burg wurde durch einen Schulhausbau im Jahre 1912 teilweise ersetzt.
Zur Aufbringung der Kosten dieses Burgbaues verkaufte Erzbischof Theoderich die durch den Tod der Agnes von Malberg heimgefallenen Lehen zu Roßporten unter Zustimmung seines Trierer Domkapitels für 200 Pfund ans Kloster Sankt Thomas an der Kyll.
Die unmittelbare Veranlassung zur Beschleunigung des Baues der neuen größeren Burg waren, wie dies die Gesta Treverorum bezeugen, die Gewalttätigkeiten des Ritters Rudolf von Malberg, der sich der Herrschaft von Malberg bemächtigt hatte. Er versuchte, dem, unweit von Kyllburg gelegenen, Zisterzienserinnenkloster St. Thomas, die Güter, die diesem von Agnes von Malberg geschenkt worden waren, nach ihrem Tode mit Gewalt zu entreißen. Rudolf befehdete das Kloster und alle Nonnen flüchteten nach Trier, wo sie täglich in Prozessionen zum Dom zogen und während des Gottesdienstes mit lauter kläglicher Stimme die zwei Antiphonen „Media vita in morte sumus“ und „Salve regina mater misericordiae“ sangen. In der Folge leistet ihnen der Erzbischof gegen ihren unruhigen Nachbarn Beistand. Nachdem der Erzbischof ihn mit Waffengewalt bezwungen hatte, fügte er sich. Die neue Burg auf dem Kyllberge hielt ihn auch weiterhin in Schranken. Die Kyllburg bewährte sich in der Folge als Bollwerk gegen Angriffe gegen den Kurstaat.
Theoderichs Nachfolger, Arnold II. (1242–1259), umgab im Jahre 1256 die Burg und die anliegenden Häuser mit einer festen Mauer. Mit dem Abt Jofrid von Prüm schloss er am 16. August 1256 einen Vertrag wegen ihrer beiderseitigen Befestigungsbauten.
Mit den Bauten Theoderichs 1239 und den Erweiterungsbauten Arnolds 1256 entstand so die mit starken Mauern und Toren befestigte kurtrierische Landstadt „Kilburch“ bzw. „Kieleburch“. Sie besaß mit Mauern und Markt die wesentlichen Merkmale einer mittelalterlichen Stadt und war von Burgmannen, Wächtern, Pförtnern und Bürgern bewohnt. Mit dem Bau der Mauer übernahmen die Bürger die Verpflichtung, diese Mauer auch gegen Angriffe zu schützen. Die Stadt hatte die Verpflichtung, die Stadtpforten und Stadtmauern zu unterhalten. Um dieser Aufgabe Nachdruck zu verleihen, erging später besonderer Befehl.
Im Frieden von Campo Formio vom 17. Oktober 1797 hatte Kaiser Franz II. in seiner Eigenschaft als Landesherr der habsburgischen Erblande seine Besitzungen auf dem Linken Rheinufers an Frankreich abgetreten. In der Folge wurde das gesamte linksrheinische Gebiet von Frankreich annektiert, bevor es 1801 durch den Frieden von Luneville Frankreich staatsrechtlich einverleibt wurde. Im Jahre 1798 wurde die ganze bisherige Verfassung, Regierung und Verwaltung aufgelöst und eine völlig neue eingeführt. Was in Frankreich von 1789 bis 1797 unter schweren Kämpfen und vielen Gräueln geworden war, das wurde nun hier in wenigen Monaten und ohne wahrnehmbaren Kampf umgesetzt: der Umsturz der bisherigen Gesellschaftsverfassung und Einführung republikanischer Institutionen. Das Linke Rheinufer wurde in vier Departements unterteilt. Kyllburg gehörte von 1798 bis 1814 zum Saardepartement mit dem Hauptort Trier und wurde zum Hauptort (chef-lieu) des Kantons Kyllburg gemacht, wie auch Prüm, Daun und Gerolstein. Die Franzosen brachten der Stadt die egalisierende Munizipalverfassung, die grundsätzlich keinen Unterschied mehr zwischen Stadt- und Landgemeinden machte. Kyllburg verlor damit, wie auch alle anderen Städte, seinen Stadttitel, wenn es auch wiederum über die Orte der Nachbarschaft hinausragte, indem man es zum Hauptort eines Kantons machte.
Im Zweiten Weltkrieg starben insgesamt 78 Soldaten aus Kyllburg, in der Stadt gab es außerdem 39 Ziviltote zu beklagen.
Am 15. September 1956 wurde der Gemeinde Kyllburg durch das Land Rheinland-Pfalz erneut die Bezeichnung „Stadt“ verliehen.
Im Jahr 2011 erstellte der Deutsche Wetterdienst ein Luft-Klima-Gutachten. Durch das positive Ergebnis trägt die Stadt Kyllburg bis zur nächsten Überprüfung (2020) den Status Luftkurort.
Änderungen des Käuferverhaltens und demografischer Wandel machten auch nicht vor Kyllburg halt. Nachdem am 12. Januar 2012 das letzte Geschäft auf der einst renommierten Hochstraße schloss, gründete sich die bürgerliche Offensive Kyllburg dajeh, kurz: „OK dajeh“, mit dem Ziel, die beiden wichtigsten Straßen Hoch- und Bahnhofstraße zu verschönern und zu beleben. Am 25. Oktober 2012 tagte mit Unterstützung der IHK Trier ein erster Runder Tisch mit interessierten Immobilieneigentümern. Nach einem zweiten Runden Tisch trifft man sich nahezu monatlich in Stammtischen. Die Arbeit der bürgerlichen Initiative findet in regelmäßigen Kunstausstellungen und weiteren Programmpunkten ihren Niederschlag.

### Ortsname
| 762–804         | Kiliberge  |
| 1222            | Kileburgh  |
| 1239            | Kilburch   |
| 13. Jahrhundert | Kieleburch |
| 1558            | Kilburg    |
| 18. Jahrhundert | Kylburg    |
| 19. Jahrhundert | Kyllburg   |

Der Name geht auf den Fluss Kyll und das Suffix -burg, anfangs -berg zurück. Bei Kyll liegt eine vorgermanische Wurzel *kelu zugrunde, die etwa ‚dunkles Gewässer‘ bedeutet.

### Bevölkerungsentwicklung
Die Entwicklung der Einwohnerzahl von Kyllburg, die Werte von 1871 bis 1987 beruhen auf Volkszählungen:
| Kyllburg: Einwohnerzahlen von 1815 bis 2024 | Kyllburg: Einwohnerzahlen von 1815 bis 2024 | Kyllburg: Einwohnerzahlen von 1815 bis 2024 | Kyllburg: Einwohnerzahlen von 1815 bis 2024 | Kyllburg: Einwohnerzahlen von 1815 bis 2024 |
| ------------------------------------------- | ------------------------------------------- | ------------------------------------------- | ------------------------------------------- | ------------------------------------------- |
| Jahr                                        |                                             |                                             |                                             | Einwohner                                   |
| 1815                                        | 1815                                        |                                             | 708                                         | 708                                         |
| 1835                                        | 1835                                        |                                             | 981                                         | 981                                         |
| 1871                                        | 1871                                        |                                             | 1.140                                       | 1.140                                       |
| 1905                                        | 1905                                        |                                             | 1.139                                       | 1.139                                       |
| 1939                                        | 1939                                        |                                             | 1.228                                       | 1.228                                       |
| 1950                                        | 1950                                        |                                             | 1.288                                       | 1.288                                       |
| 1961                                        | 1961                                        |                                             | 1.242                                       | 1.242                                       |
| 1970                                        | 1970                                        |                                             | 1.122                                       | 1.122                                       |
| 1987                                        | 1987                                        |                                             | 1.045                                       | 1.045                                       |
| 1997                                        | 1997                                        |                                             | 1.085                                       | 1.085                                       |
| 2005                                        | 2005                                        |                                             | 1.005                                       | 1.005                                       |
| 2024                                        | 2024                                        |                                             | 939                                         | 939                                         |
|                                             |                                             |                                             |                                             |                                             |

## Politik

### Stadtrat
Der Stadtrat in Kyllburg besteht aus 12 Ratsmitgliedern, die bei der Kommunalwahl am 9. Juni 2024 in einer personalisierten Verhältniswahl gewählt wurden, und dem ehrenamtlichen Stadtbürgermeister als Vorsitzendem.
Die Sitzverteilung im Stadtrat:
| Wahl | SPD               | CDU               | FW                | WGR               | Gesamt   |
| 2024 | –                 | 7                 | 5                 | –                 | 12 Sitze |
| 2019 | per Mehrheitswahl | per Mehrheitswahl | per Mehrheitswahl | per Mehrheitswahl | 12 Sitze |
| 2014 | per Mehrheitswahl | per Mehrheitswahl | per Mehrheitswahl | per Mehrheitswahl | 12 Sitze |
| 2009 | 4                 | 8                 | –                 | –                 | 12 Sitze |
| 2004 | 5                 | 9                 | –                 | 2                 | 16 Sitze |

### Bürgermeister
Wolfgang Krämer (CDU) wurde im Juli 2009 Stadtbürgermeister von Kyllburg. Bei der Direktwahl am 26. Mai 2019 wurde er mit einem Stimmenanteil von 69,49 % für weitere fünf Jahre in seinem Amt bestätigt. Bei der Direktwahl am 9. Juni 2024 gewann Krämer bei einer Wahlbeteiligung von 59,6 % ohne Gegenkandidat mit 76,4 % der Stimmen.
Krämers Vorgänger waren Winfried Müller (parteilos, 2004–2009) und zuvor Otto Böcker (CDU).

### Wappen
| Wappen der Stadt Kyllburg | Blasonierung: „In Blau eine silberne Kirche mit rotem Dach und rot gedecktem Dachreiter; beiderseits desselben je ein schwebender silberner Schild mit durchgehendem rotem Kreuz.“ |
| Wappen der Stadt Kyllburg | Wappenbegründung: Das Wappen der Stadt Kyllburg geht zurück auf das frühgotische Schöffensiegel von 1347, das einer Lehensurkunde von Jakob von Kirchberg anhängt. In dem Bauwerk wird die Stiftskirche im damaligen Bauzustand vermutet. Die beiden Schilde zeigen das kurtrierische Kreuz. |

Die Stadtfarben sind rot und weiß.

## Kultur und Sehenswürdigkeiten

### Bauwerke
- Denkmalzone Burg Kyllburg – errichtet ab 1239
- Stiftskirche Kyllburg – sie wurde Ende des 13. und zu Beginn des 14. Jahrhunderts im Stil der Gotik errichtet (siehe auch: Kreuzigungsfenster (Kyllburg))
- Tabernakel und Taufstein von 1487 in der Pfarrkirche St. Maximin
- Mariensäule auf dem Südhang des Annenberges von 1886
- Evangelische Kirche von 1898
- Bahnhof Kyllburg von um 1870
- Der ehemalige Gasthof „Zur Pinn“ aus dem frühen 19. Jahrhundert ist heute ein italienisches Restaurant
- Hotel „Eifeler Hof“ von 1890 – ein dreigeschossiges Gebäude im Stil der Neurenaissance
- Die neugotische Paramentenfabrik in der Stiftstraße 13 wurde vor dem 19. Jahrhundert errichtet

### Grünflächen und Naherholung
- Kyllburg liegt am Kyll-Radweg. Der Radwanderweg erstreckt sich über 130 km vom belgischen Losheimergraben bis zur Mündung der Kyll in die Mosel bei Trier-Ehrang.
- Wanderrouten in und um Kyllburg[15][16]
- Naturdenkmal „Altbaumgruppe auf dem Heldenfriedhof“

### Regelmäßige Veranstaltungen
- Hopfenblütenfest – jährlich am zweiten Wochenende im August
- Jährliches Kirmes- bzw. Kirchweihfest am ersten Wochenende im Juli
- Traditionelles Ratschen oder Klappern am Karfreitag und Karsamstag
- Hüttenbrennen am ersten Wochenende nach Aschermittwoch (sogenannter Scheef-Sonntag) auf den Stiftsberg[17][18]
- Einmal jährlich findet am dritten Sonntag im Juli zwischen Lissingen und Kyllburg der autofreie Sonntag „Kylltal aktiv“ statt.[19]

## Verkehr

### Schiene

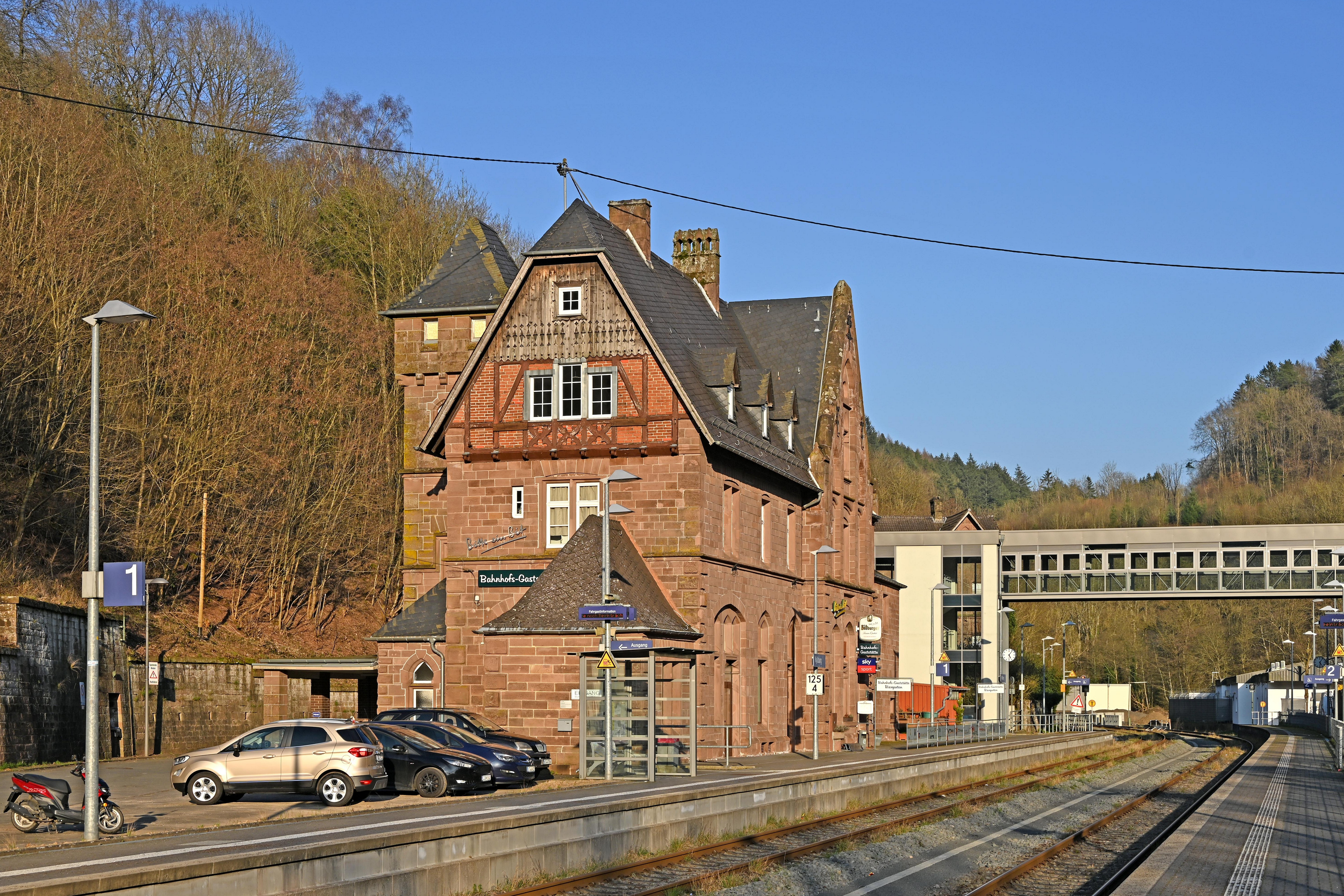
Bahnhof Kyllburg

Der Bahnhof Kyllburg liegt an der Eifelstrecke Köln–Euskirchen–Gerolstein–Trier. Er wird im Schienenpersonennahverkehr von der Linie RB 22 bedient: An der Bahnstrecke liegt der Dechen-Tunnel mit einer Länge von 181 m, er wird auch von Fußgängern und Radfahrern genutzt.
| Linie       | Verlauf | Takt   |
| ----------- | --- | ------ |
| RE 22 RB 22 | Eifel-Express: Köln Messe/Deutz – Köln Hbf – Köln West – Köln Süd – Erftstadt – Weilerswist – Euskirchen – Mechernich – Kall (Gattungswechsel RE/RB) – Urft (Steinfeld) – Nettersheim – Blankenheim (Wald) – Schmidtheim – Dahlem (Eifel) – Jünkerath – Lissendorf – Oberbettingen-Hillesheim – Gerolstein – Birresborn – Mürlenbach – Densborn – Usch/Zendscheid – St. Thomas – Kyllburg – Bitburg-Erdorf – Hüttingen – Philippsheim – Speicher – Auw an der Kyll – Daufenbach – Kordel – Ehrang – Pfalzel – Trier Hbf (aufgrund von Elektrifizierungsarbeiten wechselnde Abschnitte längerfristig im Schienenersatzverkehr) Stand: 16. Juni 2025 | 60 min |

Der Bahnhof Kyllburg ist ein fahrradfreundlicher Bahnhof und nahezu barrierefrei. Für den gesamten öffentlichen Personennahverkehr (ÖPNV) gilt der Tarif des Verkehrsverbunds Region Trier (VRT).

### Straße
Kyllburg liegt an der Autobahn 60, Anschlussstelle Badem, sowie an den Bundesstraßen 51 und 257.

## Tourismus

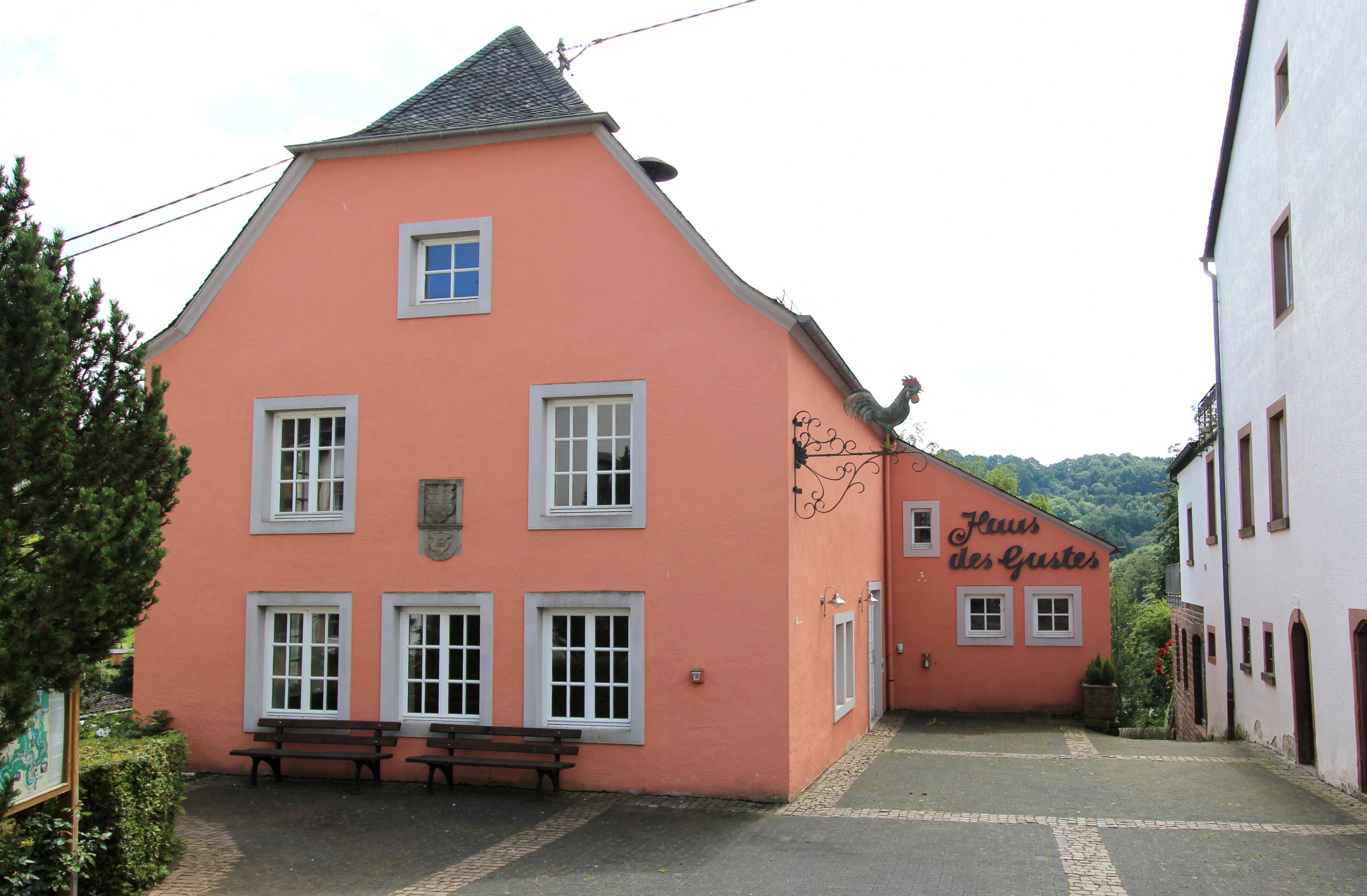
Haus des Gastes 2016

Mit Fertigstellung der Eifelbahn Köln – Trier begann im 19. Jahrhundert in Kyllburg ein florierender Tourismus. Gäste aus den Großstädten, vor allem Köln und Düsseldorf sowie dem Ruhrgebiet, pflegten ihre Sommerfrische an der Kyll zu verleben. Hauptanziehungspunkt war das luxuriöse Hotel Eifeler Hof mit seinen großen Veranstaltungsräumen und Kuranwendungen. Schon vor langer Zeit konnte man Gäste aus den Niederlanden begrüßen, heute ein bedeutender Teil für den Tourismus in der gesamten Region der Kyllburger Waldeifel. Die örtliche Chronik berichtet, dass Kyllburg bereits vor dem Ersten Weltkrieg täglich an die 150 Niederländer zu seinen Dauergästen zählte und am Geburtstag der Königin ein Fackelzug der Niederländer in Kyllburg stattfand.
Nach dem Zweiten Weltkrieg trafen ganze Touristiksonderzüge bekannter Reiseveranstalter mit 400 Personen in Kyllburg ein. Doch geändertes Reiseverhalten nach Südeuropa setzte dem munteren Treiben fast ein Ende.
Heutzutage erstarkt der Tourismus nach Kyllburg und in die Region wieder. Wochenendreisende kommen aus den Großstädten, niederländische Gäste verbleiben bis zu einer Woche „in den Bergen“. Ein deutliches Plus entsteht aktuell durch Fahrradreisende, hier ist für Kyllburg der Kyll-Radweg von besonderer Bedeutung. Für viele Gäste ist auch das Freibad direkt an der Kyll attraktiv.
Kyllburg hat (Stand 2014) elf Touristikbetriebe und jährlich über 20.000 Übernachtungen, den Naturcampingplatz nicht mit eingerechnet.

## Persönlichkeiten
- Johann Peter Wallenborn (1784–1839), Bierbrauer und Gründer der Bitburger Brauerei
- Hans Brantzen (1912–1979), Priester des Bistums Mainz, → Pfarrerblock (KZ Dachau)
- Inge Hecht (1949–2019), Politikerin (SPD)
- Heinz Rebellius (* 1954), Musikjournalist und Gitarrist
- Franz-Josef Weber (* 1962), Leichtathlet
- Herbert Fandel (* 1964), ehemaliger FIFA-Schiedsrichter
- Patrick Schnieder (* 1968), Politiker, Mitglied des Bundestages